# NGC 3072
NGC 3072 este o galaxie lenticulară situată în constelația Hidra. A fost descoperită în 7 februarie 1785 de către William Herschel. Se află la o distanță de 46,13 de megaparseci de Pământ.